# Катышка (приток Емца)
Катышка — река в России, протекает по Голышмановскому району Тюменской области. Устье реки находится в 34 км по левому берегу реки Емец, около д. Крупинина. Длина реки составляет 13 км.
Система водного объекта: Емец → Вагай → Иртыш → Обь → Карское море.

## Данные водного реестра
По данным государственного водного реестра России относится к Иртышскому бассейновому округу, водохозяйственный участок реки — Иртыш от впадения реки Ишим до впадения реки Тобол, речной подбассейн реки — бассейны притоков Иртыша от Ишима до Тобола. Речной бассейн реки — Иртыш.
Код объекта в государственном водном реестре — 14010400112115300012601.

## Населённые пункты
- р.п. Голышманово